# Sinfonía n.º 4 (Prokófiev)
La Sinfonía n.º 4 en do mayor, Op. 47 / Op. 112 fue compuesta por Serguéi Prokófiev y cuenta con dos versiones:
- La primera versión es el Op. 47 fue completada en 1930.[1]
- La segunda versión es el Op. 112 fue completada en 1947.[2]

## Historia

### Contexto
Como pianista de concierto, Prokófiev viajó por todo el mundo y realizó una gira por Estados Unidos durante la temporada 1925-26. A principios de 1927 llevó a cabo una gira de conciertos de dos meses por la Unión Soviética. Tenía previsto regresar en 1928, pero los planes fracasaron. En 1929 se canceló otra gira soviética, esta vez a causa de una lesión en la mano sufrida en un accidente de coche.
Durante su época de concertista virtuoso, el maestro ruso siguió componiendo. Tras la tibia respuesta de la crítica sobre la Sinfonía n.º 2 en el verano de 1925, el empresario de ballet Serguéi Diáguilev le sugirió que escribiera un ballet sobre un tema soviético. El resultado fue Le pas d'acier (El paso de acero), el tercer ballet que completó para Diáguilev, que se estrenó en París en el verano de 1927. También había estado trabajando en la ópera El ángel de fuego, de la que se habían cancelado varios estrenos. Decidió rescatar parte del material de la ópera para elaborar su Sinfonía n.º 3. A finales de 1928 con la citada gira soviética cancelada, Prokófiev decidió aceptar otro encargo de Diáguilev. Este balelt, en lugar de versar sobre temas futuristas como Le pas d'acier, se basaba en la Parábola del hijo pródigo de la Biblia: Le Fils prodigue (El hijo pródigo). El tema moralista y bíblico no era una rareza, puesto que tales temas eran populares en la escena del ballet parisino a finales de la década de 1920.
Mientras componía El hijo pródigo a principios de 1929, se dio cuenta de que muchos de los temas que estaba creando funcionarían mejor en un contexto sinfónico de mayor desarrollo, en lugar del esquema más episódico de un ballet. Así que empezó a componer una nueva sinfonía, junto con el ballet. Las dos obras comparten gran parte del mismo material, aunque una no se inspira específicamente en la otra: se compusieron casi simultáneamente. El ballet, El hijo pródigo, se estrenó en París en el verano de 1929, con gran éxito de crítica. Sería la última colaboración entre Diáguilev y Prokófiev, ya que Diáguilev murió sólo unos meses después, en agosto.

### Composición
La composición de la primera versión de este opus se desarrolló entre 1929 y 1930. Prokófiev escribió esta obra para conmemorar el 50 aniversario de la Orquesta Sinfónica de Boston durante la temporada 1930-31. Sin embargo, como los honorarios del encargo eran inferiores a lo que el maestro ruso estaba dispuesto a aceptar, sólo permitió a la Sinfónica de Boston comprar el manuscrito de la obra, en lugar de figurar como encargo. De este modo, el músico recibió menos dinero y la Sinfónica de Boston no obtuvo el prestigio de un encargo. El compositor trabajó en esta pieza en los largos viajes en tren que tuvo que hacer durante una gira por Estados Unidos a principios de 1930. Terminó la composición mucho antes de la fecha límite y se mostró optimista sobre la misma. Serguéi Kusevitski, por su parte, se mostró escéptico ante la reelaboración de ideas del ballet El hijo pródigo por parte de Prokófiev. Debido a desacuerdos con Kusevitski, regresó a París en marzo, antes del estreno de la sinfonía en Boston en noviembre.
Dos años antes había incumplido el plazo para terminar su ópera El ángel de fuego, para la que tenía un contrato con la Städtische Oper de Berlín. Ese fallo crucial le costó ver representada esa ópera en vida. Con otro importante encargo que cumplir, decidió recurrir a la música de su entonces reciente y exitoso ballet El hijo pródigo y, al parecer, la montó con bastante rapidez. Su Sinfonía n.º 3 también era derivada, ya que tomaba su material de El ángel de fuego. El Op. 47 partió de material escrito originalmente para el cuarto número de El hijo pródigo. Prokófiev amplió el material en forma sonata y la música resultante es el primer movimiento de esta sinfonía. El resto de la sinfonía se basa en material que aparece en el ballet o que Diáguilev rechazó por no ajustarse a su visión del ballet.

### Revisión
En 1947 Prokófiev más que una revisión ordinaria emprendió una recomposición integral. De hecho, las dos versiones tienen números de opus completamente diferentes (46 para la versión de 1930, 112 para la de 1947). La decisión de remodelarla demuestra que, al menos en opinión del compositor, siempre hubo algo que no funcionaba y también que era una obra especial para él, ya que hubo otros casos en los que se sintió insatisfecho pero no hizo ningún esfuerzo de remodelación. Alinear las dos versiones una al lado de la otra es proporcionarse un estudio único de los cambios no sólo en la toma de decisiones musicales de Prokófiev entre 1929 y 1947, sino también de sus actitudes e incluso de su carácter. La segunda versión vio la luz inmediatamente después de la controvertida y profunda Sinfonía n.º 6.

### Estreno, primeras interpretaciones y publicación

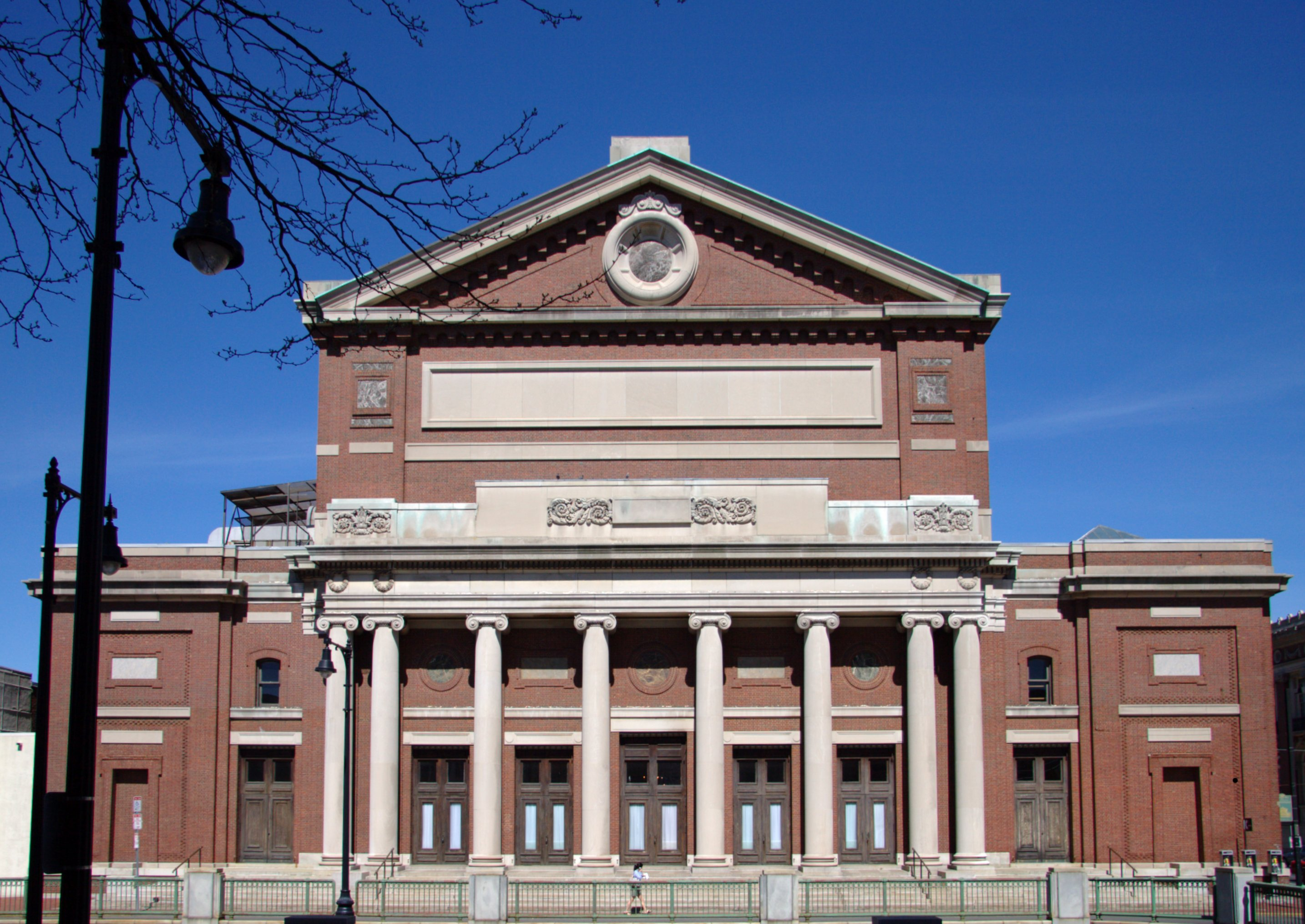
Symphony Hall de Boston, lugar del estreno.

El estreno del Op. 47 se celebró el 14 de noviembre de 1930 en el Symphony Hall de Boston con la interpretación de la Orquesta Sinfónica de Boston bajo la dirección de Serguéi Kusevitski. El estreno europeo tuvo lugar el 18 de diciembre de 1930 en Bruselas bajo la dirección de Pierre Monteux. El programa de este estreno resultó problemático, ya que el Concierto para piano n.º 2 de Prokófiev (que figuraba en primer lugar en el programa) fue un éxito triunfal y eclipsó a la Cuarta sinfonía, que le siguió inmediatamente. La Cuarta sinfonía también recibió poca o ninguna atención positiva en su estreno soviético el 30 de octubre de 1933 en el Teatro Bolshói de Moscú. Prokófiev perseveró a pesar de esta tendencia a la decepción, y más tarde, en 1937, interpretó la obra en un festival que celebraba el vigésimo aniversario de la Revolución de Octubre.
A principios de 1948, poco después de finalizar las revisiones del Op. 112, la Unión de Compositores Soviéticos ordenó la prohibición en las salas de conciertos de la música de Prokófiev, entre otras, en medio de acusaciones de "formalismo". Así pues, la versión revisada no se interpretó en la Unión Soviética hasta 1957, después de la muerte del compositor.
El Op. 112 tuvo tres estrenos significativos. La primera interpretación de la versión revisada tuvo lugar el 11 de marzo de 1950 en una retransmisión radiofónica en Londres con la Orquesta Sinfónica de la BBC bajo la batuta de Adrian Boult. El estreno en concierto ocurrió el 5 de enero de 1957 en la Gran Sala del Conservatorio de Moscú con Guennadi Rozhdéstvenski dirigiendo la Orquesta Sinfónica Estatal de la URSS. Por último, la primera interpretación en el hemisferio occidental corrió a cargo de la Orquesta de Filadelfia bajo la dirección de Eugene Ormandy el 27 de septiembre de 1957.
La primera edición de esta obra fue llevada a cabo en 1947. En 2002 se publicó por fin la primera partitura de estudio del Op. 47.

## Instrumentación
La primera versión de la partitura está escrita para una orquesta formada por:
- Viento madera: 1 flautín, 2 flautas, 2 oboes, 1 corno inglés, 2 clarinetes, 1 clarinete bajo, 2 fagotes, 1 contrafagot.
- Viento metal: 4 trompas, 2 trompetas, 3 trombones, 1 tuba.
- Percusión: timbales, bombo, caja, platillos.
- Cuerda: una sección de cuerdas con violines I y II, violas, violonchelos y contrabajos.

La segunda versión de la partitura está escrita para una orquesta formada por:
- Viento madera: 1 flautín, 2 flautas, 2 oboes, 1 corno inglés, clarinete piccolo en mi bemol, 2 clarinetes, 1 clarinete bajo, 2 fagotes, 1 contrafagot.
- Viento metal: 4 trompas, 3 trompetas, 3 trombones, 1 tuba.
- Percusión: timbales, bombo, caja, platillos, pandereta, triángulo, caja china.
- Teclado: piano.
- Cuerda: arpa y una sección de cuerdas con violines I y II, violas, violonchelos y contrabajos.

## Estructura y análisis
La sinfonía consta de cuatro movimientos:
- I. Andante assai – Allegro eroico, en do mayor 3
4
- II. Andante tranquillo, en do mayor  4
4
- III. Moderato quasi allegretto, en 2
4
- IV. Allegro risoluto, en do mayor 2
2

La interpretación de esta obra dura aproximadamente 30 minutos. La primera versión es una obra encantadora, hermosa y sin pretensiones. Es más compacta, si bien contiene una gran cantidad de ideas en cada movimiento, al igual que el igualmente breve Concierto para piano n.º 5 de 1932. Los numerosos temas sólo se desarrollan brevemente -o no se desarrollan en absoluto- y el material de transición a menudo suena abrupto o falta por completo. El carácter algo irregular de la obra podría explicarse por las circunstancias de su composición.

### I.Andante assai – Allegro eroico
El primer movimiento, Andante assai – Allegro eroico, está escrito en la tonalidad de do mayor, en compás de 3/4 y sigue la forma sonata. Contiene bastante material de nueva composición, que figura en la música introductoria y en el encantador tema alternativo, interpretado por las maderas. El enérgico tema principal está tomado del ballet y en él se refiere a los engañosos amigos del hijo pródigo que acaban estafándole.

### II.Andante tranquillo
El segundo movimiento, Andante tranquillo, está en do mayor y en compás de 4/4. Está construido en gran parte sobre el encantador tema que aparece al final del ballet, que representa el regreso del hijo pródigo. Es una de esas melodías serenas y de largo aliento que hicieron famoso a Prokófiev, sobre todo en sus últimos ballets, Romeo y Julieta y Cenicienta.

### III.Moderato quasi allegretto
El tercer movimiento, Moderato quasi allegretto, está en compás de 2/4. Es un Scherzo que contiene música relacionada con la Bella Doncella del ballet. El ambiente es ligero y juguetón, pero a pesar de toda su gracia y luminosidad, no faltan toques de sarcasmo e ironía.

### IV.Allegro risoluto
El cuarto y último movimiento, Allegro risoluto, retoma la tonalidad inicial y el compás es alla breve. El arranque del Finale está dominado por dos temas de carácter agitado, que corresponden a la impaciencia del hijo pródigo por abandonar su hogar y a su encuentro con nuevos amigos. La parte central presenta un tema lírico, cuyo impulso emocional pasa de una tranquila inquietud a un anhelo incandescente.

### Revisión
La sinfonía consta de cuatro movimientos:
- I. Andante – Allegro eroico, en do mayor 3
4
- II. Andante tranquillo, en  4
4
- III. Moderato quasi allegretto, en  2
4
- IV. Allegro risoluto, en do mayor 2
2

La interpretación de esta obra dura aproximadamente 40 minutos. Los cuatro movimientos conservan sus relaciones originales entre sí y, en su mayor parte, también sus indicaciones de tempo. Pero la obra es ahora mucho más larga. Los cambios más radicales se producen en el movimiento inicial; en comparación, los movimientos interiores casi no cambian.
En el primer movimiento la indicación de tempo pasa a ser Andante – Allegro energico, es decir, Andante ya no lleva aparejado assai. Duplica su longitud y tiene una partitura más densa.
La apertura del Finale en la nueva versión es particularmente fascinante. Lo que era un pasaje bullicioso en octavas de cuerda es ahora un pasaje lento, como una marcha, cuyos gestos absolutamente secco (pizzicato ahora) están subrayados por golpes de los timbales y el piano. La conclusión es ahora masiva en lugar de ágil. Se trata de una verdadera perorata épica en lo que sorprendentemente, dado el equilibrio y la modestia de la versión original, ha resultado ser una sinfonía bastante épica.

## Recepción de la obra
El estreno de la primera versión tuvo una acogida poco entusiasta. Los críticos musicales empezaron a acusar a Prokófiev de haberse quedado sin ideas tras varias representaciones fallidas de la obra. El compositor envió una declaración a una revista soviética en la que protestaba por estas acusaciones. En el concierto de 1937 Israel Nestiev afirma que la sinfonía "fue recibida con frialdad". Estas malas recepciones no sólo mermaron la confianza de Prokófiev, sino que también atrajeron la atención negativa del Comité Soviético de Artes y Asuntos.
La primera versión de la Sinfonía n.º 4 ha sido la menos grabada e interpretada de las sinfonías de Prokófiev. La versión revisada, por su parte, ha tenido mejores resultados en las salas de conciertos y en las grabaciones. No obstante, los musicólogos han tendido a favorecer la primera versión al considerar la reelaboración posterior como inflada y fuera de espíritu con el carácter un tanto galante de la concepción original. En una crítica de las grabaciones de Neeme Järvi de las Sinfonías n.º 3 y n.º 4 de Prokófiev, Robert Cummings afirma que:

«La opinión entre musicólogos y críticos ha tendido a favorecer la obra anterior, pero los directores han mostrado una marcada preferencia por la versión ampliada tanto en la sala de conciertos como en el estudio de grabación.»

Esta afirmación se ve corroborada por el hecho de que hay el doble de grabaciones disponibles del Op. 112 que del Op. 47. Robert Layton ofrece otra perspectiva de la relación entre las dos versiones en su crítica de la Sinfonía n.º 4. Aporta algunas ideas sobre el relativo olvido que ha sufrido el Op. 47, en comparación con el más monumental Op. 112:

«En general se acepta que la transformación de danza a sinfonía en la Cuarta se logra con menos éxito que la metamorfosis de El ángel de fuego a la Tercera Sinfonía, y queda abierta la cuestión de si Prokófiev tuvo éxito en la reelaboración de la versión de 1930. Esperemos que la aparición de estas partituras presagie un resurgimiento del interés por los años parisinos de Prokófiev, ya que obras como el Quinteto, Op. 39, ahora abandonado, y el casi olvidado Divertissement para orquesta, Op. 43, merecen un lugar mucho más destacado en el repertorio.»

No fue hasta mediados de la década de 1980 cuando tanto el Op. 47 como el Op. 112 se presentaron en grabaciones completas de sinfonías de Prokófiev. Neeme Järvi fue el primer director de orquesta en hacerlo en 1988 y presentó ambas como obras maestras dignas de atención. Mstislav Rostropóvich en el mismo año también presentó ambas versiones en una colección sinfónica completa. Poco después de la publicación de estos álbumes el Op. 47 fue eliminado del catálogo. En 2006 Valeri Guérguiyev publicó una grabación sinfónica completa en la que se pudieron volver a escuchar ambas versiones.

## Discografía selecta

### Op. 47
| Año de grabación | Director              | Orquesta                                             | Discográfica    | Formato |
| ---------------- | --------------------- | ---------------------------------------------------- | --------------- | ------- |
| 1954             | Georges Sébastian     | Orchestre Colonne                                    | Urania          | LP      |
| 1972             | Jean Martinon         | Orquesta Nacional de la ORTF                         | Vox             | LP      |
| 1988             | Neeme Järvi           | Royal Scottish National Orchestra                    | Chandos         | CD      |
| 1988             | Mstislav Rostropóvich | Orquesta Nacional de Francia                         | Erato           | CD      |
| 2004 (live)      | Valeri Guérguiyev     | Orquesta Sinfónica de Londres                        | Philips         | CD      |
| 2008             | Dmitri Kitayenko      | Orquesta Gürzenich de Colonia                        | Phoenix Edition | CD      |
| 2015             | James Gaffigan        | Orquesta Filarmónica de la Radio de los Países Bajos | Northstar       | SACD    |

### Op. 112
| Año de grabación | Director                | Orquesta                               | Discográfica           | Formato |
| ---------------- | ----------------------- | -------------------------------------- | ---------------------- | ------- |
| 1959             | Guennadi Rozhdéstvenski | Orquesta Sinfónica de Radio Moscú      | Melodiya               | LP      |
| 1960             | Eugene Ormandy          | Orquesta de Filadelfia                 | Columbia               | LP      |
| 1977             | Walter Weller           | Orquesta Filarmónica de Londres        | Decca                  | LP      |
| 1983             | Zdeněk Košler           | Orquesta Filarmónica Checa             | Supraphon              | LP/CD   |
| 1988             | Neeme Järvi             | Royal Scottish National Orchestra      | Chandos                | CD      |
| 1988             | Mstislav Rostropóvich   | Orquesta Nacional de Francia           | Erato                  | CD      |
| 1993             | Dmitri Kitayenko        | Orquesta Filarmónica de Moscú          | Melodiya               | CD      |
| 1994             | James DePreist          | Orquesta Sinfónica de Malmö            | BIS                    | CD      |
| 1996             | Seiji Ozawa             | Orquesta Filarmónica de Berlín         | DG                     | CD      |
| 1999             | Theodore Kuchar         | Orquesta Sinfónica Nacional de Ucrania | Naxos                  | CD      |
| 2004 (live)      | Valeri Guérguiyev       | Orquesta Sinfónica de Londres          | Philips                | CD      |
| 2008             | Dmitri Kitayenko        | Orquesta Gürzenich de Colonia          | Phoenix Edition        | CD      |
| 2010             | Vladímir Yúrovski       | Philadelphia Orchestra                 | Philadelphia Orchestra | FLAC    |